# Herklotzgasse 21
Herklotzgasse 21 ist ein Gebäude im 15. Wiener Gemeindebezirk, Rudolfsheim-Fünfhaus, und gleichzeitig ein historisches Forschungs- und Ausstellungsprojekt zum jüdischen Wien.
Die Gasse verläuft in Ost-West-Richtung zwischen dem Mariahilfer Gürtel (U-Bahn-Station Gumpendorfer Straße) und der Reindorfgasse südlich der äußeren Mariahilfer Straße und nördlich der Sechshauser Straße. Es handelt sich um ein sehr dicht verbautes Gründerzeitviertel für Kleinbürger und Proletarier.
Hier werden in einer Ausstellung mit Stationen in den Straßen und Gebäuden des Viertels, durch ein Denkmal auf dem Grundstück der 1938 zerstörten Synagoge Turnergasse und durch die Restaurierung der erhaltenen Storchenschul-Fassade sowie durch Film, Publikationen, Webpräsenz und Führungen Leben und Schicksale der Bewohner gezeigt: Herklotzgasse 21 und die jüdischen Räume in einem Wiener Grätzel.

## Geschichte des Hauses
Das 1869 errichtete, seiner ursprünglichen Funktion entledigte Volksschulgebäude und der im Hof errichtete Turnsaal wurden 1906 von der Philanthropin Regine Landeis gekauft. Sie war Präsidentin des jüdischen Ausspeisungsvereines für die Bezirke XII–XV und stellte das Haus dem „Verein zur Errichtung und Erhaltung von Horten für schulpflichtige Kinder“ (gegründet von der Vereinigung „Eintracht“ des Internationalen humanistischen Ordens B’nai B’rith) zur Verfügung.
Von da an lösten einander auf drei Geschoßen zahlreiche jüdische Organisationen ab, hauptsächlich Fürsorgeeinrichtungen, aber auch solche mit anderen Funktionen:
- 1906 gab es dort einen Knabenhort mit 49 und einen Mädchenhort mit 65 Schulkindern, betreut vom Verein zur Ausspeisung armer jüdischer Kinder für die Bezirke XII–XV.
- 1909 wurde das Haus zum Heim für jüdische Kinder, nachdem der Turnverein Makkabi XV neuer Eigentümer des Hauses geworden war.
- 1916–17 folgte die Erweiterung des Heims als Kriegswaisenhaus (1922 Übersiedlung in ein eigens dafür errichtetes Gebäude in Wien 15., Goldschlagstraße 84)
- 1927 folgten Adaptierungsarbeiten zur Schaffung von Unterkünften für Obdachlose. Zwei Jahre später kam 1929 die Einrichtung von drei Räumen zur Benützung bei Betversammlungen an hohen jüdischen Feiertagen für bis zu 398 Personen hinzu.
- Von 1932 bis 1933 gehörte das Haus der zionistischen Bezirkssektion XII–XV.

## Forschung und Erinnerung

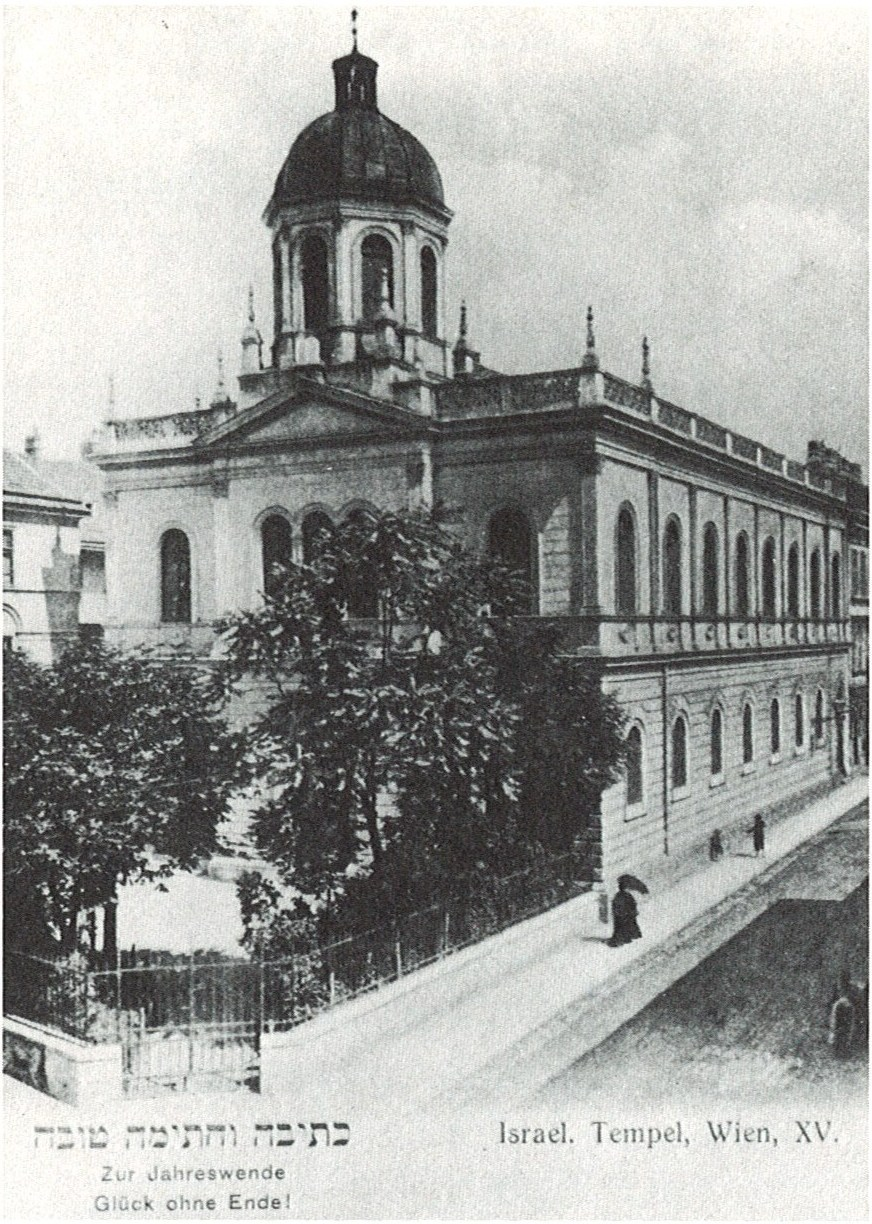
Die Synagoge in der Turnergasse (um 1900)

Das Haus Herklotzgasse 21 war in den Jahren von 1906 bis 1940 ein Knotenpunkt innerhalb eines relativ dicht von Juden bewohnten Wiener Stadtviertels. Im 1890 / 1892 eingemeindeten Fünfhaus war die soziale Organisation der jüdischen Wiener der Gemeindebezirke 12 bis 15 gebündelt; in der Turnergasse 22 bestand seit 1872 eine große Synagoge, der Turnertempel, und in der Storchengasse ein mehrmals ausgebautes Bethaus, die Storchenschul. Zahlreiche Vereine waren in der Herklotzgasse 21 und in der Turnergasse 22 sowie in anderen Häusern des Bezirks untergebracht.
Auslöser dazu, diese historischen Fakten zu einer Ausstellung zu nützen, war Inge Rowhani-Ennemosers Familiengeschichte Nachricht vom Verlust der Welt (ISBN 978-3-85476-113-6, Mandelbaum Verlag, Wien 2004), die ein Kapitel lang im jüdischen Vereinshaus in der Herklotzgasse 21 angesiedelt ist.
Initiiert wurde das Ausstellungsprojekt von der Bürogemeinschaft Dieloop.at, dem Verein Coobra und dem Bundesdachverband für Soziale Unternehmen, die in diesem Haus arbeiten.

## Die Ausstellung
Die Ausstellung „Das Dreieck meiner Kindheit – Eine jüdische Vorstadtgemeinde in Wien XV“ handelt von der jüdischen Gemeinschaft in diesem Wiener Außen- und Arbeiterbezirk, von seinen Bewohnern, von den Vereinen, die alle Aspekte sozialen Lebens organisierten und regional, national und international vernetzten; von einer zerstörten Synagoge und einem in Resten erhaltenen Bethaus. Sie handelt von einem Segment des sozialen Raums, der zuerst der körperlichen Verfolgung, Beraubung und totalen Entrechtung der Bewohner ausgesetzt wurde, um aus der öffentlichen Oberfläche der Stadt getilgt zu werden und schließlich in weitgehendes Vergessen zu versinken.
„In meinen Kindheitserinnerungen ist dieses Dreieck Herklotzgasse 21, der Turnertempel und die Storchenschul, ähnlich einer Burg mit drei Türmen, umgeben von einem drohenden Vulkan, welcher jederzeit ruhen oder ausbrechen hätte können.“ So gab Moshe Jahoda der Ausstellung als erster Interviewpartner ihren Namen.
In Wien haben sich die architektonisch-städtebaulichen Strukturen, in denen sich die jüdische Gemeinschaft manifestiert hatte, seither wenig verändert. In Zusammenarbeit mit Überlebenden, die heute zum Großteil in Israel leben, sowie mit Historikern und jüdischen Organisationen, mit Filmemachern, Fotografen, Künstlern und Experten der Stadt Wien werden Spuren aufgenommen, sichtbar gemacht, zur Diskussion gestellt und im Sinne komplexer Arbeits- und Entwicklungsprozesse in die Stadtentwicklung integriert.

## Weiterführende Literatur
- Michael Kofler, Judith Pühringer, Georg Traska (Hrsg.): Das Dreieck meiner Kindheit – Eine jüdische Vorstadtgemeinde in Wien. Mandelbaum Verlag, Wien 2008, ISBN 978-3-85476-279-9.